# Musashino
Musashino (en japonès 武蔵野市 Musashino-shi) és una ciutat de la prefectura de Tòquio, al Japó.
Segons dades del 2003, tenia una població estimada de 136.326 habitants i una densitat de 12.705,13 habitants/km². L'àrea municipal és de 10,73 km².
La ciutat es va fundar el 3 de novembre de 1947. Està integrada per tres barris, un dels quals és el de Kichijōji, important nucli comercial que inclou el parc d'Inokashira, on hi ha les fonts del riu Kanda.
Com a curiositat, cal destacar que Miyamoto Musashi va viure durant una temporada a la plana de Musashino durant el període Edo.

## Administració

### Batlles
| Nom | Nom                     | Inici | Fi   |
| --- | ----------------------- | ----- | ---- |
|     | Genkichi Arai           | 1947  | 1963 |
|     | Kihachirô Gotô (PSJ)    | 1963  | 1979 |
|     | Masanobu Fujimoto       | 1979  | 1983 |
|     | Masatada Tsuchiya (PLD) | 1983  | 2005 |
|     | Morimasa Murakami       | 2005  | 2017 |
|     | Reiko Matsushita (PDC)  | 2017  | 2023 |
|     | Yasuhiro Omino          | 2023  | Ara  |

### Assemblea municipal
| Partit | Partit                            | Partit | Membres |
| ------ | --------------------------------- | ------ | ------- |
|        | Partit Liberal Democràtic         | PLD    | 8 / 26  |
|        | Democràtic Constitucional-Network | DC-NET | 5 / 26  |
|        | Kōmeitō                           | KMT    | 3 / 26  |
|        | Simbiosi i Autogovern             | Ind    | 2 / 26  |
|        | Treballem amb Il·lusió            | Ind    | 2 / 26  |
|        | Reformistes Musashino-Tomin       | Tomin  | 2 / 28  |
|        | Partit Comunista Japonés          | PCJ    | 2 / 26  |
|        | Independents                      | Ind    | 2 / 26  |
|        | Escons vacants                    |        | 0 / 26  |